# ایوگنی یاروونکو
ایوگنی یاروونکو (انگلیسی: Evgeny Yarovenko؛ زادهٔ ۱۷ اوت ۱۹۶۳) بازیکن سابق و مربی فوتبال اهل قزاقستان است.
از باشگاه‌هایی که در آن بازی کرده‌است می‌توان به باشگاه فوتبال دنیپرو، باشگاه فوتبال کریفباس کریفیی ریه، باشگاه فوتبال کایرات و باشگاه فوتبال فورسکلا پولتاوا اشاره کرد.